# Locomotiva FFS Ae 3/5
Le locomotive FFS Ae 3/5 sono state delle locomotive elettriche a corrente alternata monofase, costruite per la trazione di treni merci e viaggiatori leggeri, delle Ferrovie Federali Svizzere. Nel 1963 9 unità vennero attrezzate per la trazione di treni navetta per trasporto di automobili nelle gallerie del Sempione e del Gottardo.

## Storia
Le locomotive vennero costruite tra il 1922 e il 1925 dalla Schweizerische Lokomotiv- und Maschinenfabrik (SLM) di Winterthur e dalla Société Anonyme des Ateliers de Sécheron di Ginevra ed entrarono in servizio immatricolate nel gruppo Ae 3/5 con i numeri 10201-10226 alla trazione di treni passeggeri leggeri e di treni merci  sulle linee facenti capo a Zurigo e Lucerna, poi Briga, Losanna, e Ginevra. Le FFS, nel 1963, in seguito alla necessità di traghettamento di automobili sotto le Alpi attraverso le gallerie del Sempione e del San Gottardo ne attrezzarono 9 unità in modo da renderle atte al telecomando per treni navetta. Gli accantonamenti iniziarono nel 1964 e si conclusero nel 1988. La locomotiva Ae 3/5 10217 è stata preservata come locomotiva per trazione di treni storici al Deposito locomotive di Berna.

## Caratteristiche
La locomotiva ha 3 assi motori con 3 motori doppi per asse con trasmissione della coppia motrice di tipo elastico alle ruote. I 3 assi motori sono montati a passo rigido con ruote del diametro di 1610 mm e per facilitare l'iscrizione in curva sono presenti ad ambedue le estremità 2 carrelli monoassiali con ruote da 950 mm di diametro. 
Le locomotive vennero costruite con un solo pantografo ma in seguito alla modifica del 1963 ne fu montato un secondo.